# Newbold Pacey
Newbold Pacey é uma vila e paróquia civil a 5 mi (8 km) a sul de Warwick, no distrito de Stratford-on-Avon de Warwickshire, Inglaterra. A paróquia inclui a aldeia de Ashorne e o conselho de paróquia é denominado "Newbold Pacey & Ashorne Parish Council". Em 2011, a paróquia tinha uma população de 267 habitantes. Faz fronteira com Bishop's Tachbrook, Charlecote, Chesterton e Kingston, Lighthorne, Moreton Morrell, Wasperton e Wellesbourne e Walton. Newbold Pacey está dentro de uma área de conservação.

## História
O nome "Newbold" significa 'Novo edifício', e a parte "Pacy" vem da família de Pasci. Newbold Pacey foi registada no Domesday Book como Niwebold.

## Pontos de interesse
Existem 20 edifícios listados em Newbold Pacey e tem uma igreja dedicada a São Jorge.